# Kulturgeschichte der antiken Welt
Kulturgeschichte der antiken Welt ist eine von 1977 bis 2008 erschienene Sachbuchreihe zu vor allem archäologischen und kulturhistorischen Themen im Verlag Philipp von Zabern, die aus 118 Bänden und zahlreichen Sonderbänden besteht.
Inhaltlich behandelt die Buchreihe das komplette Spektrum der Menschheitsgeschichte von der Steinzeit bis zum Ausgang der Antike und deren Rezeption. Teilweise greift die Reihe in Einzelaspekten auch bis zu mittelalterlichen und frühneuzeitlichen Themen aus. Schwerpunkt ist die Klassische Antike, aber auch ägyptologische und altorientalische Themen sind ein bedeutender Bestandteil der Reihe. Dabei reicht das Spektrum der Publikationen von wissenschaftlichen Fachbüchern (etwa die Werke John Boardmans) über Wörterbücher, Lexika, Bibliographien und Sachbücher für das breitere Publikum bis zu Reiseführern und Romanen.
Die meisten Werke wurden eigens für die Reihe verfasst und dort erstmals veröffentlicht, aber auch Übersetzungen wurden aufgenommen. So war der erste Band der Reihe, John Boardmans Schwarzfigurige Vasen aus Athen aus dem Jahr 1979, eine Übersetzung aus dem Englischen. Neben den durchnummerierten Bänden der Reihe erschienen auch eine Reihe Sonderbände.

## Bandverzeichnis
| Band  | Titel | Autoren/Herausgeber                                              | Aktuelle (Erste) Auflage | Bemerkungen | ISBN                                                     |
| ----- | --- | ---------------------------------------------------------------- | ------------------------ | --- | -------------------------------------------------------- |
| 1     | Schwarzfigurige Vasen aus Athen. Ein Handbuch | John Boardman                                                    | 4/1994 (1977)            | Übersetzung des englischen Originals Athenian black figure vases durch Florens Felten | ISBN 3-8053-0233-9                                       |
| 2     | Antike Numismatik. Teil 1: Theorie und Praxis | Maria R.-Alföldi                                                 | 1978                     | | ISBN 3-8053-0230-4                                       |
| 3     | Antike Numismatik. Teil 2: Bibliographie | Maria R.-Alföldi                                                 | 2/1982 (1978)            | | ISBN 3-8053-0335-1                                       |
| 4     | Rotfigurige Vasen aus Athen. Die archaische Zeit | John Boardman                                                    | 4/1994 (1981)            | Übersetzung des englischen Originals Athenian Red Figure Vases: The Archaic Period durch Florens Felten                                                                                                | ISBN 3-8053-0234-7                                       |
| 5     | Griechische Plastik. Die archaische Zeit. Ein Handbuch | John Boardman                                                    | (1981)                   | Übersetzung des englischen Originals Greek sculpture durch Gertraut Hornbostel | ISBN 3-8053-0346-7                                       |
| 6     | Hieroglyphen ohne Geheimnis. Eine Einführung in die altägyptische Schrift                                                                                  | Karl-Theodor Zauzich                                             | 1980                     | Herausgegeben vom Verein zur Förderung des Ägyptischen Museums in Berlin-Charlottenburg e. V. | ISBN 3-8053-0470-6                                       |
| 7     | Vom Bosporus zum Ararat. Reise- und Fundberichte aus Kleinasien                                                                                            | Friedrich Karl Dörner (Herausgeber)                              | 2/1984 (1981)            | auch Schriften der Hermann-Bröckelschen-Stiftung. Bd. 5 | ISBN 3-8053-0417-X                                       |
| 8     | Unser tägliches Griechisch. Deutsche Wörter griechischer Herkunft                                                                                          | Friedrich Richter                                                | 1981                     | mit einem archäologischen Beitrag von Wilhelm Hornbostel / Neuaufgelegt als Band 88 | ISBN 3-8053-0464-1                                       |
| 9     | Die Tochter des Augurs. Aus dem Leben der Etrusker | Sybille Haynes                                                   | 1981                     | historischer Roman | ISBN 3-8053-0463-3                                       |
| 10    | Hethitische Berggötter und hurritische Steindämonen. Riten, Kulte und Mythen. Eine Einführung in die altkleinasiatischen religiösen Vorstellungen          | Volkert Haas                                                     | 1982                     | | ISBN 3-8053-0542-7                                       |
| 11    | Die unsterblichen Obelisken Ägyptens | Labib Habachi                                                    | Neuauflage 2000 (1982)   | Übersetzung des englischen Originals Obelisks of Egypt durch Irmgard von Beckerath / Bearbeitung der Neuauflage von Carola Vogel                                                                       | ISBN 3-8053-0581-8 / ISBN 3-8053-2658-0                  |
| 12    | Aus dem Weingarten der Antike. Der Wein in Dichtung, Brauchtum und Alltag                                                                                  | Gerd Hagenow                                                     | 1982                     | | ISBN 3-8053-0589-3                                       |
| 13    | Griechische Kunst und die Entdeckung der Freiheit | Denys Haynes                                                     | 1981                     | | ISBN 3-8053-0557-5                                       |
| 14    | Die Familie im antiken Griechenland | Walter K. Lacey                                                  | 1983                     | Übersetzung des englischen Originals The family in classical Greece durch Ute Winter; deutsche Bearbeitung von Barbara Schaeffer                                                                       | ISBN 3-8053-0543-5                                       |
| 15    | Wiedersehen mit Argos und andere Nachrichten über Hunde in der Antike                                                                                      | Jost Perfahl (Herausgeber)                                       | 1983                     | | ISBN 3-8053-0757-8                                       |
| 16    | Die Bedeutung der griechischen Kunst für das Verständnis des Evangeliums                                                                                   | Karl Schefold                                                    | 1983                     | | ISBN 3-8053-0639-3                                       |
| 17    | Tierwelt der Antike | Jocelyn M. C. Toynbee                                            | 1983                     | Übersetzung des englischen Originals Animals in Roman life and art durch Maria R.-Alföldi und Detlef Misslbeck                                                                                         | ISBN 3-8053-0481-1                                       |
| 18    | Das Kind in der griechischen Kunst. Von der minoisch-mykenischen Zeit bis zum Hellenismus                                                                  | Hilde Rühfel                                                     | 1984                     | | ISBN 3-8053-0808-6                                       |
| 19    | Kinderleben im klassischen Athen. Bilder auf klassischen Vasen                                                                                             | Hilde Rühfel                                                     | 1984                     | | ISBN 3-8053-0794-2                                       |
| 20    | Wehr und Waffen im antiken Griechenland | Anthony M. Snodgrass                                             | 1984                     | Übersetzung des englischen Originals Arms and armour of the Greeks durch Andrea Büsing-Kolbe; Vorwort und Redaktion von Andrea Büsing-Kolbe                                                            | ISBN 3-8053-0533-8                                       |
| 21    | Manna und Hirse. Eine Kulturgeschichte der Ernährung | Patricia Brothwell, Don R. Brothwell                             | 1984                     | Übersetzung des englischen Originals Food in antiquity durch Detlef Misslbeck | ISBN 3-8053-0536-2                                       |
| 22    | Antikes und modernes Griechenland | Erika Simon (Herausgeber) Roland Hampe                           | 1984                     | | ISBN 3-8053-0802-7                                       |
| 23    | Thanatos. Tod und Jenseits bei den Griechen | Donna C. Kurtz, John Boardman                                    | 1985                     | Übersetzung des englischen Originals Greek burial customs durch Maria Buchholz; Vorwort und Redaktion von Hans-Günter Buchholz                                                                         | ISBN 3-8053-0539-7                                       |
| 24    | Künstler und Handwerker in Griechenland und Rom | Alison Burford                                                   | 1985                     | Übersetzung des englischen Originals Craftsmen in Greek and Roman society durch Wassiliki Felten | ISBN 3-8053-0538-9                                       |
| 25    | Römische Feste. Kalender und Kult | Howard Hayes Scullard                                            | 1985                     | Übersetzung des englischen Originals Festivals and ceremonies of the Roman Republic durch Maria Buchholz; Vorwort von Hans-Günter Buchholz                                                             | ISBN 3-8053-0555-9                                       |
| 26    | Frauen des 13. Jahrhunderts v. Chr. | Hermann Müller-Karpe                                             | 1985                     | | ISBN 3-8053-0837-X                                       |
| 27    | Griechischer Goldschmuck | Barbara Deppert-Lippitz                                          | 1985                     | | ISBN 3-8053-0479-X                                       |
| 28/I  | Kunst und Kultur der Kykladen. Teil I: Neolithikum und Bronzezeit                                                                                          | Werner Ekschmitt                                                 | 1986                     | | ISBN 3-8053-0900-7                                       |
| 28/II | Kunst und Kultur der Kykladen. Teil II: Geometrische und archaische Zeit                                                                                   | Werner Ekschmitt                                                 | 1986                     | | ISBN 3-8053-0842-6                                       |
| 29    | Halbmond im letzten Viertel. Archäologische Reiseberichte                                                                                                  | Theodor Wiegand                                                  | 1985                     | Briefsammlung und Reiseberichte Theodor Wiegands 1895–1918 | ISBN 3-8053-0845-0                                       |
| 30    | Die ägyptischen Pyramiden. Vom Ziegelbau zum Weltwunder | Rainer Stadelmann                                                | 3/1997 (1985)            | Lizenzausgabe der Wissenschaftlichen Buchgesellschaft Darmstadt | ISBN 3-8053-0855-8 / ISBN 3-8053-1142-7                  |
| 31    | Die Bilderwelt der Griechen. Schlüssel zu einer „fremden“ Kultur                                                                                           | Claude Bérard, Jean-Pierre Vernant u. a.                         | 1985                     | Übersetzung des französischen Originals La cité des images durch Ursula Sturzenegger / auch als Museumsausgabe                                                                                         | ISBN 3-8053-0873-6 / ISBN 3-8053-0881-7 (Museumsausgabe) |
| 32    | Hinter den Kulissen der Antike. Carl Humann zum Gedächtnis                                                                                                 | Frédéric L. Bastet                                               | 1985                     | auch Schriften der Hermann-Bröckelschen-Stiftung. Bd. 7 / Herausgegeben von Friedrich Karl Dörner; Übersetzung des niederländischen Originals Wandelingen door de antieke wereld durch Eleonore Dörner | ISBN 3-8053-0656-3                                       |
| 33    | Die Legionen des Augustus. Der römische Soldat im archäologischen Experiment                                                                               | Marcus Junkelmann                                                | 9/2003 (1986)            | | ISBN 3-8053-0886-8                                       |
| 34    | Die konstantinischen Deckengemälde in Trier | Erika Simon                                                      | 1986                     | auch Trierer Beiträge zur Altertumskunde. Bd. 3 | ISBN 3-8053-0903-1                                       |
| 35    | Griechische Plastik. Die klassische Zeit. Ein Handbuch | John Boardman                                                    | 1987                     | Übersetzung des englischen Originals Greek sculpture. The classical period durch Florens Felten und Wassiliki Felten                                                                                   | ISBN 3-8053-0818-3                                       |
| 36    | Eros und Tyche. Der Roman in der antiken Welt | Tomas Hägg                                                       | 1987                     | Übersetzung des schwedischen Originals Den antika romanen durch Kai Brodersen | ISBN 3-8053-0934-1                                       |
| 37    | Römische Kastelle des 1. und 2. Jahrhunderts n. Chr. in Britannien und in den germanischen Provinzen des Römerreiches                                      | Anne Johnson                                                     | 1987                     | Übersetzung des englischen Originals Roman forts of the 1st and 2nd centuries AD in Britain and the German provinces durch Gabriele Schulte-Holtey. Bearbeitung von Dietwulf Baatz                     | ISBN 3-8053-0868-X                                       |
| 38    | Athenische Feste | Herbert W. Parke                                                 | 1987                     | Bearbeitung und Übersetzung des englischen Originals Festivals of the Athenians durch Gertraut Hornbostel                                                                                              | ISBN 3-8053-0556-7                                       |
| 39    | Laokoon und die Gründung Roms | Bernard Andreae                                                  | 1988                     | | ISBN 3-8053-0989-9                                       |
| 40    | Von Pergamon zum Nemrud Dag. Die archäologischen Entdeckungen Carl Humanns                                                                                 | Friedrich Karl Dörner, Eleonore Dörner                           | 1989                     | auch Schriften der Hermann-Bröckelschen-Stiftung. Bd. 8 | ISBN 3-8053-0998-8                                       |
| 41    | Die Agora von Athen. Ausgrabungen im Herzen des klassischen Athen                                                                                          | John M. Camp                                                     | 1989                     | Übersetzung des englischen Originals The Athenian agora durch Ute Winter | ISBN 3-8053-1059-5                                       |
| 42    | Waren sie nur schön? Frauen im Spiegel der Jahrtausende | Bettina Schmitz, Ute Steffgen                                    | 1989                     | | ISBN 3-8053-1073-0                                       |
| 43    | Weltmodelle. Griechische Weltbilder von Thales bis Ptolemäus                                                                                               | Werner Ekschmitt                                                 | 2/1990 (1989)            | | ISBN 3-8053-1092-7                                       |
| 44    | Die athenische Triere. Geschichte und Rekonstruktion eines Kriegsschiffs der griechischen Antike                                                           | John S. Morrison, John F. Coates                                 | 1990                     | Übersetzung des englischen Originals The Athenian trireme durch Wassiliki Felten | ISBN 3-8053-1125-7                                       |
| 45    | Die Reiter Roms. Teil 1, Reise, Jagd, Triumph und Circusrennen                                                                                             | Marcus Junkelmann                                                | 1990                     | | ISBN 3-8053-1006-4                                       |
| 46    | Troia – Homer – Schliemann. Mythos und Wahrheit | Michael Siebler                                                  | 1990                     | | ISBN 3-8053-1123-0                                       |
| 47    | Rotfigurige Vasen aus Unteritalien und Sizilien | Arthur D. Trendall                                               | 1991                     | Übersetzung des englischen Originals Red figure vases of South Italy and Sicily durch Norbert P. Kunisch                                                                                               | ISBN 3-8053-1111-7                                       |
| 48    | Rotfigurige Vasen aus Athen. Die klassische Zeit | John Boardman                                                    | 1991                     | Übersetzung durch Constanze Buchbinder-Felten und Florens Felten | ISBN 3-8053-1262-8                                       |
| 49    | Die Reiter Roms. Teil 2, Der militärische Einsatz | Marcus Junkelmann                                                | 1991                     | | ISBN 3-8053-1139-7                                       |
| 50    | Humor in der Antike | Karl-Wilhelm Weeber (Herausgeber)                                | 1991                     | | ISBN 3-8053-1246-6                                       |
| 51    | Kanaan, Israel, Palästina. Ein Gang durch die Geschichte des Heiligen Landes                                                                               | Karl Jaroš                                                       | 1992                     | | ISBN 3-8053-1345-4                                       |
| 52    | Unser tägliches Latein. Lexikon des lateinischen Spracherbes                                                                                               | Bernhard Kytzler, Lutz Redemund                                  | 5/1997 (1992)            | 6. Auflage als Lizenzausgabe bei der Wissenschaftlichen Buchgesellschaft Darmstadt | ISBN 3-8053-1296-2                                       |
| 53    | Die Reiter Roms. Teil 3, Zubehör, Reitweise, Bewaffnung | Marcus Junkelmann                                                | 1992                     | | ISBN 3-8053-1288-1                                       |
| 54    | ZODIAKOS. Tierkreisbilder im Altertum. Kosmische Bezüge und Jenseitsvorstellungen im antiken Alltagsleben                                                  | Hans Georg Gundel                                                | 1992                     | | ISBN 3-8053-1324-1                                       |
| 55    | Es kündet Dareios der König... Vom Leben im persischen Großreich                                                                                           | Heidemarie Koch                                                  | 2/1996 (1992)            | | ISBN 3-8053-1934-7                                       |
| 56    | Trauma. Wund-Entstehung und Wund-Pflege im antiken Griechenland                                                                                            | Stephanos Geroulanos, René Bridler                               | 1994                     | | ISBN 3-8053-1413-2                                       |
| 57    | Der Garten von der Antike bis zum Mittelalter | Maureen Carroll-Spillecke                                        | 2/1995 (1992)            | | ISBN 3-8053-1355-1                                       |
| 58    | Ugarit – Qumran – Nag Hámmadi. Die großen Schriftfunde zur Bibel                                                                                           | Werner Ekschmitt                                                 | 1993                     | | ISBN 3-8053-1424-8                                       |
| 59    | Urartu. Das Reich am Ararat | Ralf-Bernhard Wartke                                             | 1993                     | | ISBN 3-8053-1483-3                                       |
| 60    | Auf der Suche nach dem verlorenen Grab. Neue Ausgrabungen verschollener und unbekannter Grabanlagen aus der Zeit des Tutanchamun und Ramses II. in Memphis | Geoffrey T. Martin                                               | 1994                     | Übersetzung des englischen Originals The hidden tombs of Memphis durch Ute Winter | ISBN 3-8053-1615-1                                       |
| 61    | Pompeji. Stadtbild und Wohngeschmack | Paul Zanker                                                      | 1995                     | | ISBN 3-8053-1685-2                                       |
| 62    | Bild und Wort. Das illustrierte Fachbuch in der antiken Naturwissenschaft, Medizin und Technik                                                             | Alfred Stückelberger                                             | 1994                     | | ISBN 3-8053-1698-4                                       |
| 63    | Wurzeln des Glaubens. Zur Entwicklung der Gottesvorstellung von Juden, Christen und Muslimen                                                               | Karl Jaroš                                                       | 1995                     | | ISBN 3-8053-1703-4                                       |
| 64    | Die Sprache der Pharaonen. Großes Handwörterbuch Ägyptisch-Deutsch (2800 – 950 v. Chr.)                                                                    | Rainer Hannig                                                    | 2/1987(1995)             | auch Hannig-Lexica. Bd. 1 | ISBN 3-8053-1771-9                                       |
| 65    | Das andere Sparta | Conrad M. Stibbe                                                 | 1996                     | Übersetzung des niederländischen Originals durch Herbert Post | ISBN 3-8053-1804-9                                       |
| 66    | „Am Birnbaum“. Gärten und Parks im antiken Rom, in den Vesuvstädten und in Ostia                                                                           | Bernard Andreae                                                  | 1996                     | | ISBN 3-8053-1854-5                                       |
| 67    | Malerei und Mosaik der Antike in der Türkei | Orhan Bingöl                                                     | 1997                     | | ISBN 3-8053-1880-4                                       |
| 68    | Minima Archaeologica | Nikolaus Himmelmann                                              | 1996                     | | ISBN 3-8053-1893-6                                       |
| 69    | Herr beider Länder. Ägypten im 1. Jahrtausend v. Chr. | Karol Myśliwiec                                                  | 1998                     | Übersetzung aus dem Polnischen durch Tadeusz Kachlak | ISBN 3-8053-1966-5                                       |
| 70    | Fischfang und Fischkult im alten Ägypten | Dietrich Sahrhage                                                | 1998                     | | ISBN 3-8053-1757-3                                       |
| 71    | Esther. Geschichte einer Legende | Karl Jaroš                                                       | 1996                     | | ISBN 3-8053-1913-4                                       |
| 72    | Wortschatz der Pharaonen in Sachgruppen. Kulturhandbuch Ägyptens                                                                                           | Rainer Hannig, Petra Vomberg                                     | 1998                     | auch Hannig-Lexica. Bd. 2 | ISBN 3-8053-2543-6                                       |
| 73    | Minoische Töpferkunst. Die bemalten Tongefäße der Insel des Minos                                                                                          | Wolfgang Schiering                                               | 1998                     | | ISBN 3-8053-2334-4                                       |
| 74    | Archäologischer Wegweiser durch Portugal | Thomas G. Schattner (Herausgeber)                                | 1998                     | Archäologischer Reiseführer | ISBN 3-8053-2313-1                                       |
| 75    | Panis militaris. Die Ernährung des römischen Soldaten oder der Grundstoff der Macht                                                                        | Marcus Junkelmann                                                | 1997                     | Ausgezeichnet mit dem Ceram-Preis 1998 | ISBN 3-8053-2332-8                                       |
| 76    | Ikarus fliegt weiter. Ursprung und Rezeption geflügelter Worte und Sprachbilder                                                                            | Christoph Müller                                                 | 2000                     | | ISBN 3-8053-2607-6                                       |
| 77    | Schönheit des Realismus. Auftraggeber, Schöpfer, Betrachter hellenistischer Plastik                                                                        | Bernard Andreae                                                  | 1998                     | | ISBN 3-8053-2348-4                                       |
| 78    | Der religiöse Gehalt der antiken Kunst und die Offenbarung                                                                                                 | Karl Schefold                                                    | 1998                     | | ISBN 3-8053-2351-4                                       |
| 79    | Die Rückkehr des Klassischen in die Levante. Neuzeitliche Architektur und Minderheiten                                                                     | Anton Bammer                                                     | 2001                     | | ISBN 3-8053-2743-9                                       |
| 80    | Griechische Plastik. Die spätklassische Zeit und die Plastik in Kolonien und Sammlungen. Ein Handbuch                                                      | John Boardman                                                    | 1998                     | Übersetzung des englischen Originals Greek sculpture durch Ute Winter und Sabine Albersmeier | ISBN 3-8053-2446-4                                       |
| 81    | Bild und Bildersprache der römischen Kaiser. Beispiele und Analysen                                                                                        | Maria R.-Alföldi                                                 | 1999                     | | ISBN 3-8053-2455-3                                       |
| 82    | Von der Götter Geburt und der Frauen Niederkunft | Angelika Dierichs                                                | 2002                     | | ISBN 3-8053-2815-X                                       |
| 83    | Der salomonische Tempel | Wolfgang Zwickel                                                 | 1999                     | | ISBN 3-8053-2466-9                                       |
| 84    | Das Volk der Bibel. Von den Anfängen bis zum babylonischen Exil                                                                                            | Benedikt S. J. Isserlin                                          | 2001                     | Übersetzung des englischen Originals The Israelites durch Brigitte Jaroš-Deckert | ISBN 3-8053-2713-7                                       |
| 85    | Jacob Burckhardt und die Antike | Peter Betthausen, Max Kunze (Herausgeber)                        | 1998                     | | ISBN 3-8053-2514-2                                       |
| 86    | Die Sprache der Pharaonen. Großes Handwörterbuch Deutsch-Ägyptisch                                                                                         | Rainer Hannig                                                    | 2000                     | auch Hannig-Lexica. Bd. 3 | ISBN 3-8053-2609-2                                       |
| 87    | Aus der Heimat des Odysseus. Reisende, Grabungen und Funde auf Ithaka und Kephallenia bis zum ausgehenden 19. Jahrhundert                                  | Matthias Steinhart, Eckhard Wirbelauer                           | 2002                     | Mit einem Geleitwort von Hans-Joachim Gehrke | ISBN 3-8053-2835-4                                       |
| 88    | Unser tägliches Griechisch. Lexikon des griechischen Spracherbes                                                                                           | Bernhard Kytzler, Lutz Redemund, Nikolaus Eberl, Elke Steinmeyer | 2001                     | völlige Neufassung des Bandes 8 und Erweiterung um fast 1000 Seiten | ISBN 3-8053-2816-8                                       |
| 89    | Von den Hieroglyphen zum Alphabet. Neue Erkenntnisse zur Herkunft unserer Schrift                                                                          | Karl Theodor Zauzich                                             | 2005                     | | ISBN 3-8053-2803-6                                       |
| 90    | Wie die Murmeltiere murmeln lernten. 77 neue Wortgeschichten                                                                                               | Klaus Bartels                                                    | 2001                     | | ISBN 3-8053-2794-3                                       |
| 91    | Echnaton. Ägyptens falscher Prophet | Nicholas Reeves                                                  | 2002                     | Übersetzung des englischen Originals durch Brigitte Jaroš-Deckert | ISBN 3-8053-2828-1                                       |
| 92    | Götter, Gaben, Rituale. Religion in der Frühgeschichte Europas                                                                                             | Felix Müller                                                     | 2002                     | | ISBN 3-8053-2801-X                                       |
| 93    | In Sachen Pontius Pilatus | Karl Jaroš                                                       | 2002                     | | ISBN 3-8053-2876-1                                       |
| 94    | Hollywoods Traum von Rom. „Gladiator“ und die Tradition des Monumentalfilms                                                                                | Marcus Junkelmann                                                | 2004                     | | ISBN 3-8053-2905-9                                       |
| 95    | Hattuschili und Ramses. Hethiter und Ägypter – ihr langer Weg zum Frieden                                                                                  | Horst Klengel                                                    | 2002                     | | ISBN 3-8053-2917-2                                       |
| 96    | Die Perser und der Westen. Eine archäologische Untersuchung zur Entwicklung der Achämenidischen Kunst                                                      | John Boardman                                                    | 2002                     | Übersetzung des englischen Originals durch Brigitte Jaroš-Deckert | ISBN 3-8053-2919-9                                       |
| 97    | Ägypten und die Fremden im ersten vorchristlichen Jahrtausend                                                                                              | Günter Vittmann                                                  | 2003                     | | ISBN 3-8053-2955-5                                       |
| 98    | Ägyptisches Wörterbuch I. Altes Reich und erste Zwischenzeit                                                                                               | Rainer Hannig                                                    | 2003                     | auch Hannig-Lexica. Bd. 4 | ISBN 3-8053-3088-X                                       |
| 99    | Wie Berenike auf die Vernissage kam. 77 Wortgeschichten | Klaus Bartels                                                    | 3/2004 (2004)            | | ISBN 3-8053-3330-7                                       |
| 100   | Trüffelschweine im Kartoffelacker. 77 neue Wortgeschichten                                                                                                 | Klaus Bartels                                                    | 2003                     | | ISBN 3-8053-3262-9                                       |
| 101   | Am Anfang war Ägypten. Die Geschichte der pharaonischen Hochkultur von der Frühzeit bis zum Ende des Neuen Reiches ca. 4000–1070 v. Chr.                   | Michael Höveler-Müller                                           | 2005                     | | ISBN 3-8053-3444-3                                       |
| 102   | Veni vidi vici. Geflügelte Worte aus dem Griechischen und Lateinischen                                                                                     | Klaus Bartels                                                    | 2006                     | | ISBN 3-8053-3553-9                                       |
| 103   | Der Oasenmann. Eine altägyptische Erzählung | Dieter Kurth                                                     | 2003                     | | ISBN 3-8053-3084-7                                       |
| 104   | Lebensbilder römischer Frauen | Andrea Rottloff                                                  | 2005                     | | ISBN 3-8053-3546-6                                       |
| 105   | | N.A.                                                             | 200?                     | | ISBN                                                     |
| 106   | Tod in Rom. Grabinschriften als Spiegel römischen Lebens                                                                                                   | Anne Kolb, Joachim Fugmann                                       | 2008                     | | ISBN 978-3-8053-3483-9                                   |
| 107   | Internet à la Scipio. Neue Streiflichter aus der Antike | Klaus Bartels                                                    | 2004                     | | ISBN 3-8053-3383-8                                       |
| 108   | Kulturgeschichte der Etrusker | Sybille Haynes                                                   | 2005                     | Bearbeitete Übersetzung des englischen Originals Etruscan civilization durch Sybille Haynes | ISBN 3-8053-3381-1                                       |
| 109   | Schmuck als Rangabzeichen in römischer Zeit. Eunuchen am byzantinischen Hof                                                                                | Maria R.-Alföldi                                                 | 2005                     | | ISBN 3-8053-3475-3                                       |
| 110   | Münzen, Mächte und Mäzene. 2000 Jahre Geld in Stadt und Kurstaat Mainz                                                                                     | Eckhart Pick                                                     | 2005                     | | ISBN 3-8053-3477-X                                       |
| 111   | Griechische Tiergeschichten in der antiken Kunst | Harald Mielsch                                                   | 2005                     | | ISBN 3-8053-3548-2                                       |
| 112   | Ägyptisches Wörterbuch II: Mittleres Reich und Zweite Zwischenzeit                                                                                         | Rainer Hannig                                                    | 2006                     | auch Hannig-Lexica. Bd. 5 | ISBN 3-8053-3690-X                                       |
| 113   | Die Römer bei den Eskimos und andere Persiflagen auf die Wissenschaft                                                                                      | Werner Hilgers                                                   | 2006                     | | ISBN 3-8053-3617-9                                       |
| 114   | Frauen und Schlangen. Die geheimnisvolle Kultur der Elamer in Alt-Iran                                                                                     | Heidemarie Koch                                                  | 2007                     | | ISBN 978-3-8053-3737-3                                   |
| 115   | »Stärker als Männer und tapferer als Ritter«. Pilgerinnen in Spätantike und Mittelalter                                                                    | Andrea Rottloff                                                  | 2007                     | | ISBN 978-3-8053-3766-3                                   |
| 116   | Bilderwelten der Bronzezeit. Felsbilder in Norddeutschland und Skandinavien                                                                                | Torsten Capelle                                                  | 2008                     | | ISBN 978-3-8053-3833-2                                   |
| 117   | HeroenN • Götter • Scharlatane. Heilserwartungen und Heilsbringer der Antike                                                                               | Günter Grimm                                                     | 2008                     | | ISBN 978-3-8053-3836-3                                   |
| 118   | Die Sau im Porzellanladen. 77 neue Wortgeschichten | Klaus Bartels                                                    | 2008                     | | ISBN 978-3-8053-3914-8                                   |

## Sonderbände
| Titel                                                                 | Autoren/Herausgeber                                    | Aktuelle (Erste) Auflage | Bemerkungen                                                                                                 | ISBN               |
| --------------------------------------------------------------------- | ------------------------------------------------------ | ------------------------ | --- | ------------------ |
| Die Sonnenuhr des Augustus                                            | Edmund Buchner                                         | 1982                     | Nachdruck aus Römische Mitteilungen 1976 und 1980 und Nachwort über die Ausgrabung 1980/81                  | ISBN 3-8053-0430-7 |
| Homer: Die Odyssee                                                    | Eva Jantzen                                            | 1982                     | Mit Zeichnungen nach antiken Motiven von Brinna Otto                                                        | ISBN 3-8053-0531-1 |
| Das Haus des Augustus auf dem Palatin                                 | Gianfilippo Carettoni                                  | 1983                     | Mit Farbaufnahmen von Helmuth Nils Loose                                                                    | ISBN 3-8053-0755-1 |
| Ausgrabungen, Funde, Forschungen                                      | Deutsches Archäologisches Institut                     | 1983                     | | ISBN 3-8053-0758-6 |
| Die Sieben Weltwunder. Ihre Erbauung, Zerstörung und Wiederentdeckung | Werner Ekschmitt                                       | 10/1996 (1984)           | | ISBN 3-8053-0784-5 |
| 1000 Jahre Kairo. Die Geschichte einer verzauberten Stadt             | Oleg V. Volkoff                                        | 1984                     | Original: Le Caire neuf cent soixante-neuf (1969)                                                           | ISBN 3-8053-0535-4 |
| Dionysos der Erlöser. Griechische Mythen im spätantiken Cypern        | Wiktor Andrzej Daszewski                               | 1985                     | auch Trierer Beiträge zur Altertumskunde. Bd. 2                                                             | ISBN 3-8053-0847-7 |
| Griechisches Leben im Spiegel der Kunst                               | Roland Hampe, Erika Simon                              | 1985                     | | ISBN 3-8053-0839-6 |
| Pegasus. Ein Mythos in der Kunst                                      | Nikolas Yalouris                                       | 1987                     | Übersetzung des Originals P¯egasos durch Helen Zigada                                                       | ISBN 3-8053-0890-6 |
| Töpferei auf Zypern damals – heute * Traditional pottery in Cyprus    | Gloria London, Frosso Egoumenidou, Vassos Karageorghis | 1989                     | Deutsch und Englisch / Übersetzung des englischen Originals Traditional pottery in Cyprus durch Karin Krull | ISBN 3-8053-1028-5 |
| Die Kykladen. Bronzezeit, geometrische und archaische Zeit            | Werner Ekschmitt                                       | 1993                     | | ISBN 3-8053-1533-3 |